# Barbie: Magic Genie Adventure
Barbie: Magic Genie Adventure est un jeu vidéo d'action-aventure développé par Vicarious Visions et édité par Mattel Interactive, sorti en 2000 sur Game Boy Color.

## Accueil
- AllGame : 2,5/5[1]
- Nintendo Power : 6,6/10[2]